# Tarentola gomerensis
Tarentola gomerensis är en ödleart som beskrevs av  Ulrich Joger och BISCHOFF 1983. Tarentola gomerensis ingår i släktet Tarentola och familjen geckoödlor. Inga underarter finns listade i Catalogue of Life. Artepitet i det vetenskapliga namnet syftar på ön La Gomera där typexemplaret hittades.
Typisk för arten är en kraftig kroppsbyggnad med en avplattad bål. Ödlan har en mörkgrå grundfärg med 5 eller 6 otydliga mörkare tvärstrimmor. På ryggen och extremiteterna finns ofta vita punkter. Kroppslängden (huvud och bål) är cirka 61 mm och svansen som kan återskapas är ungefär 37 mm lång. Ödlan har silvergråa ögon. Hannar är ungefär 10 mm längre än honor och de saknar klor.
Denna geckoödla förekommer endemisk på La Gomera som tillhör Kanarieöarna (Spanien). Den lever i låglandet och i bergstrakter upp till 850 meter över havet eller sällan upp till 1150 meter. Arten vistas i klippiga regioner med öppen skog eller med glest fördelad växtlighet. Honor lägger två ägg per tillfälle.
För beståndet är inga hot kända. Hela populationen bedöms som stabil. IUCN kategoriserar arten globalt som livskraftig.